# 希耶利區
44°10′12″N 66°18′00″E / 44.17000°N 66.30000°E

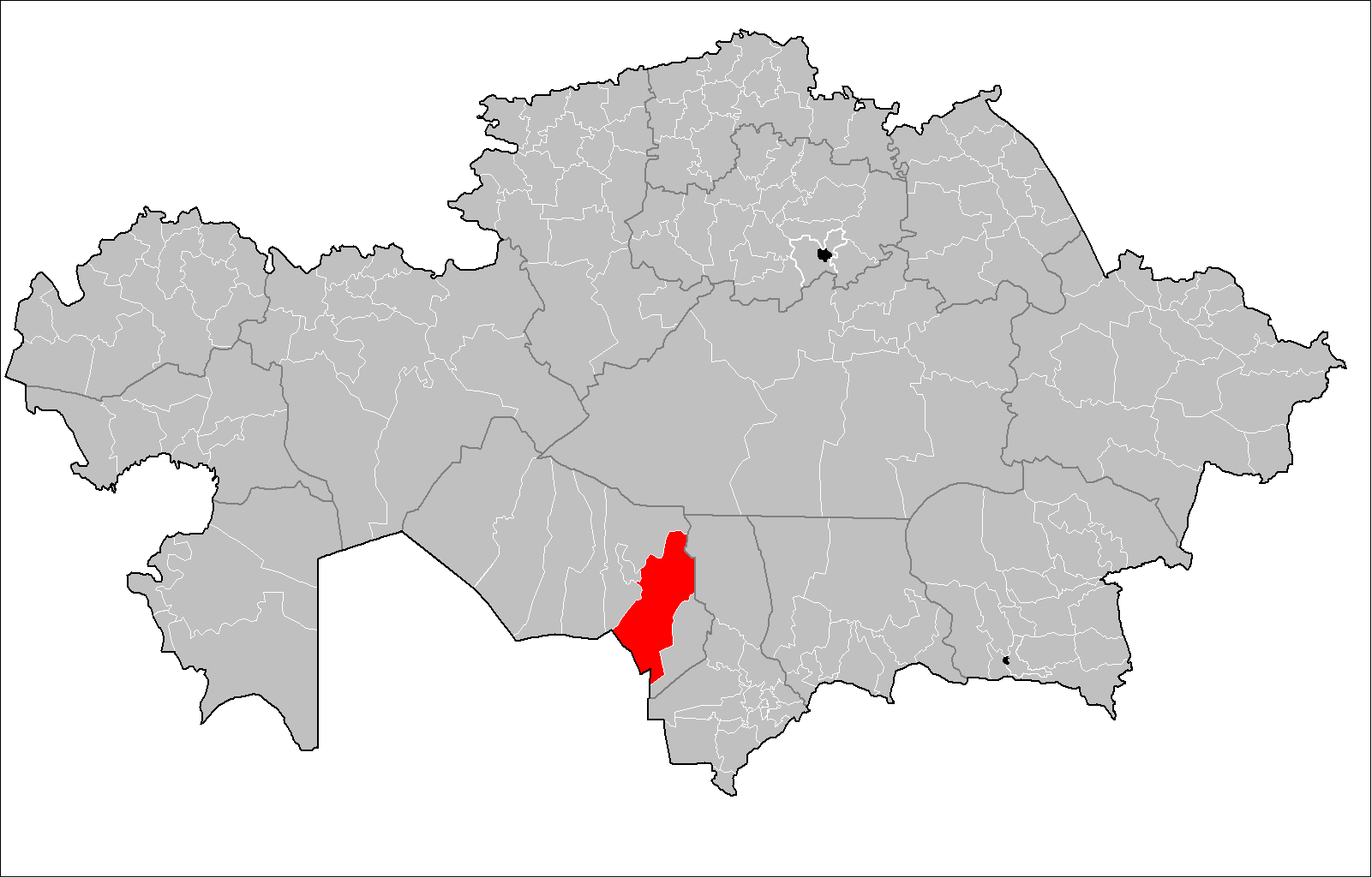

希耶利區是哈薩克斯坦的行政區，位於該國南部，由克孜勒奧爾達州負責管轄，首府設於希耶利，始建於1938年，面積34,300平方公里，2019年人口82,399。